# Rafał Borysiuk
Rafał Borysiuk (ur. 29 września 1981) – polski kulturysta.

## Biogram
Obecnie mieszka w Szczecinie, gdzie uzupełniająco studiuje logistykę na Politechnice Szczecińskiej, ale pochodzi z Gryfina. Absolwent Akademii Morskiej (Inżynier Logistyki) i wspomnianej Politechniki Szczecińskiej (Inżynier kierunku Oceanotechnika). W dzieciństwie marzył, by zostać pilotem wojskowym. Starał się o przyjęcie do szkoły lotniczej w Dęblinie, jednak los chciał inaczej i szkołę średnią kończył w Zespole Szkół Morskich, gdzie uzyskał zawód nawigatora.
Pierwsze treningi rozpoczął na początku szkoły średniej. Jak sam określił, był to czas nauki oraz pracy nad poprawnością wykonywania ćwiczeń. Pierwszymi zawodami kulturystycznymi, na których wystartował, były Mistrzostwa Województwa Zachodniopomorskiego w Stargardzie Szczecińskim, gdzie uplasował się na dziesiątej pozycji. Jak na razie największymi sukcesami sportowca są udział w Mistrzostwach Europy w Bratysławie w 2006 roku oraz zwycięstwo zawodów Internationale Norddeutsche Meisterschaft w Hamburgu w roku 2007. Jego zainteresowania dotyczą w głównej mierze sportu i odżywiania.

## Osiągi kulturystyczne
- Mistrzostwa woj. pomorskiego, Bytów '04 – 1. miejsce
- Pierwszy Krok, Toruń '04 – 1. miejsce
- Debiuty Kulturystyczne, Ostrów Mazowiecka '04 – 1. miejsce
- Mistrzostwa woj. pomorskiego, Bytów '05 – 2. miejsce
- Mistrzostwa Polski, Warszawa '05 – 3. miejsce
- Grand Prix Vilnius, Wilno, Litwa '05 – 10. miejsce
- Mistrzostwa Polski, Warszawa '06 – 2. miejsce
- Mistrzostwa Europy, Bratysława, Słowacja '06 – 6. miejsce
- Grand Prix Pepa, Opawa, Czechy '06 – 2. miejsce
- Mistrzostwa Polski, Białystok '07 – 4. miejsce
- Internationale Norddeutsche Meisterschaft, Hamburg, Niemcy '07 – 1. miejsce
- Grand Prix BodyZoi, Mons, Belgia '07 – 4. miejsce